# Grêmio Esportivo Km 49
Grêmio Esportivo Km 49 é uma agremiação esportiva da cidade de Seropédica, no estado do Rio de Janeiro, fundada a 26 de abril de 1967.

## História
Localizado no km 49 da antiga rodovia Rio-São Paulo, a agremiação alvinegra da cidade de Seropédica estreou no profissionalismo em 1992 ao disputar o Campeonato Estadual da Terceira Divisão do Rio de Janeiro. Em certame disputado em apenas uma fase, o clube ficou na quarta colocação geral, ao fim de dois turnos, atrás apenas dos campeões e promovidos Esporte Clube Anchieta e São Paulo Futebol Clube, e Itapeba Atlético Clube, e à frente de Everest Atlético Clube, Bela Vista Futebol Clube, Sport Club União, Associação Atlética Colúmbia e Nilópolis Futebol Clube.
Em 1993, é convidado a disputar a Segunda Divisão de Profissionais (na prática uma terceira), visto que a verdadeira Segunda era o Módulo "B" da Primeira. Ao fim do primeiro turno, fica em quarto lugar na sua chave, atrás de Barra Mansa Futebol Clube, Bayer Esporte Clube e Heliópolis Atlético Clube. No segundo turno, repete a mesma colocação, atrás de Bayer Esporte Clube, Esporte Clube Siderantim e Barra Mansa Futebol Clube, não conseguindo alcançar o quadrangular final da competição.
Em 1994, disputa o mesmo módulo. Ao fim da primeira fase, é o último colocado em sua chave, atrás de América Futebol Clube (TR), Nova Iguaçu Futebol Clube, Tupy Sport Club, Canto do Rio Football Club, Duque de Caxias Futebol Clube, Tomazinho Futebol Clube, Pavunense Futebol Clube e Opção Futebol Clube.
Em 1995, disputa novamente a Segunda Divisão, terminando a primeira fase como líder de sua chave, à frente de Céres Futebol Clube, Real Esporte Clube, Pavunense Futebol Clube, Colégio Futebol Clube e Associação Atlética Colúmbia. Classifica-se, portanto, para o hexagonal final da competição, que promoveu Esporte Clube Lucas, como campeão, e Real Esporte Clube, como vice-campeão. O Grêmio Km 49 foi o terceiro colocado e ficou à frente de Céres Futebol Clube, Centro Esportivo Arraial do Cabo, Internacional Futebol Clube, Pavunense Futebol Clube, Colégio Futebol Clube, Jacarepaguá Futebol Clube, Associação Esportiva Macaé Barra Clube, Cardoso Moreira Futebol Clube e Associação Atlética Colúmbia.
Em 1996, se licencia dos campeonatos de âmbito profissional, voltando em 1997, na Divisão Intermediária (na prática uma terceira divisão), ficando ao fim do campeonato na nona colocação (penúltima) do certame que promoveu Associação Desportiva Cabofriense e Rio de Janeiro Futebol Clube. O Grêmio Km 49 foi um dos rebaixados juntamente com o Opção Futebol Clube, o lanterna da competição.
Em 1998, ao disputar a Terceira Divisão, ficou em terceiro lugar no Grupo "A", se classificando para a outra fase, atrás do líder Rodoviário Piraí Futebol Clube e Paratiense Atlético Clube. O Sport Club União de Marechal Hermes foi o último classificado e o Esporte Clube Lucas abandonou o certame e foi eliminado. Na fase final, o Botafogo Futebol Clube e o Cosmos Social Clube foram respectivamente campeão e vice e foram promovidos, enquanto o Grêmio Km 49 ficou na terceira posição, seguido de Rodoviário, Raiz da Gávea Esporte Clube e Paratiense. Viola foi o artilheiro do time e do campeonato com 13 gols.
Após uma longa ausência da disputa de competições profissionais, o time retornou em 2003 para a sua última participação. Foi eliminado na primeira fase, no Grupo "B", que classificou Resende Futebol Clube e Três Rios Futebol Clube para a fase seguinte. Grêmio Km 49 e Tomazinho Futebol Clube foram eliminados.
Desde então a agremiação não mais disputa os campeonatos promovidos pela FFERJ, se limitando aos campeonatos amadores promovidos pela Liga Desportiva de Seropédica. Possui as cores preta e branca e seu estádio, Tio Juca, tem capacidade para 2.000 pessoas.

## Estatísticas

### Participações
| Competição                    | Temporadas | Melhor campanha    | Estreia | Última | P | R |
| ----------------------------- | ---------- | ------------------ | ------- | ------ | - | - |
| Campeonato Carioca - Série B2 | 6          | 3º colocado (1995) | 1992    | 2003   | – | – |